# کریستینا فرناندس
کریستینا الیزابت فرناندز د کیرشنر (در اسپانیایی: Cristina Elisabet Fernández de Kirchner) (زادهٔ ۱۹ فوریه ۱۹۵۳) که بیش‌تر با نام همسرش «کریستینا کریشنر» شناخته می‌شود، معاون رئیس‌جمهور آرژانتین در کابینه آلبرتو فرناندز و رئیس‌جمهور اسبق کشور آرژانتین است. پیش از وی همسرش نستور کیرشنر این مقام را بر عهده داشت. کریستینا فرناندز نخستین زنی است که با پیروزی در انتخابات به سمت ریاست جمهوری در آرژانتین رسیده و پس از ایزابل پرون دومین زنی است که بر کرسی ریاست جمهوری در این کشور، نشسته‌است. ایزابل پرون در سال ۱۹۷۴ به دنبال مرگ همسرش، بدون رای‌گیری، سمت ریاست جمهوری آرژانتین را برای دو سال در اختیار گرفته بود.
کریستینا کیرشنر پیش از رسیدن به این مقام دو دوره نمایندگی مجلس از استان سانتا کروس، آرژانتین در سال‌های ۱۹۸۹ و ۱۹۹۳ و دو دوره عضویت در مجلس سنا در سال‌های ۱۹۹۵ و ۲۰۰۱ را در کارنامه خود دارد.
کریستینا کیرشنر با کسب بیش از ۴۴ درصد آراء در انتخابات ریاست جمهوری توانست با اختلافی بسیار بیشتر از ۱۰ درصد از رقیب اول خود، الیسا کاریو، کاندیدای لیبرال مسیحی، که کمتر از ۲۴ درصد آراء را از آن خود کرده بود، بایستد.
در تاریخ ۱۰ دسامبر ۲۰۱۵، ریاست جمهوری او پس از هشت سال به پایان رسید.

## نگارخانه

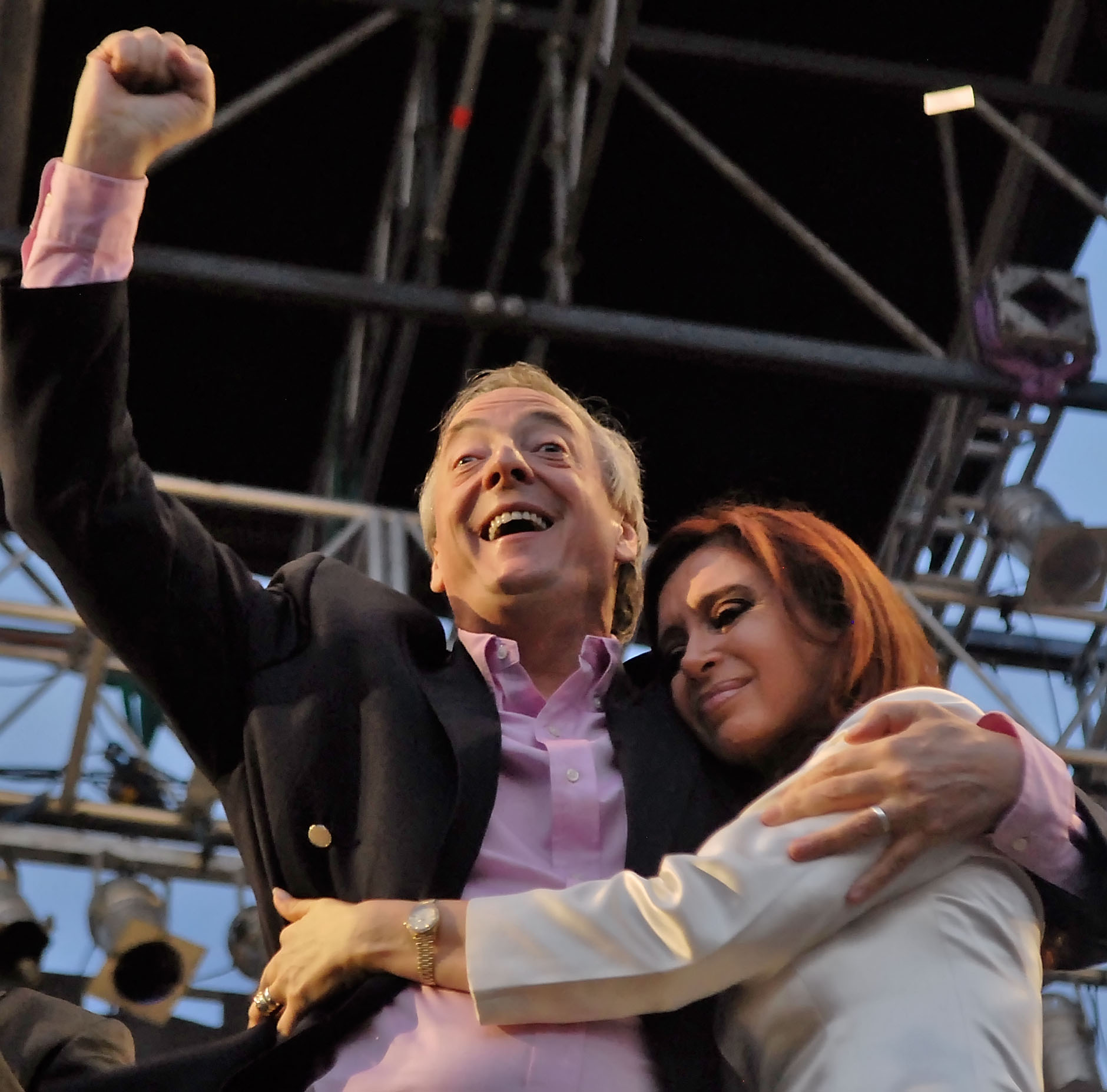
کریستینا فرناندز رئیس جمهور قبلی آرژانتین در کنار همسرش پس از پیروزی در انتخابات
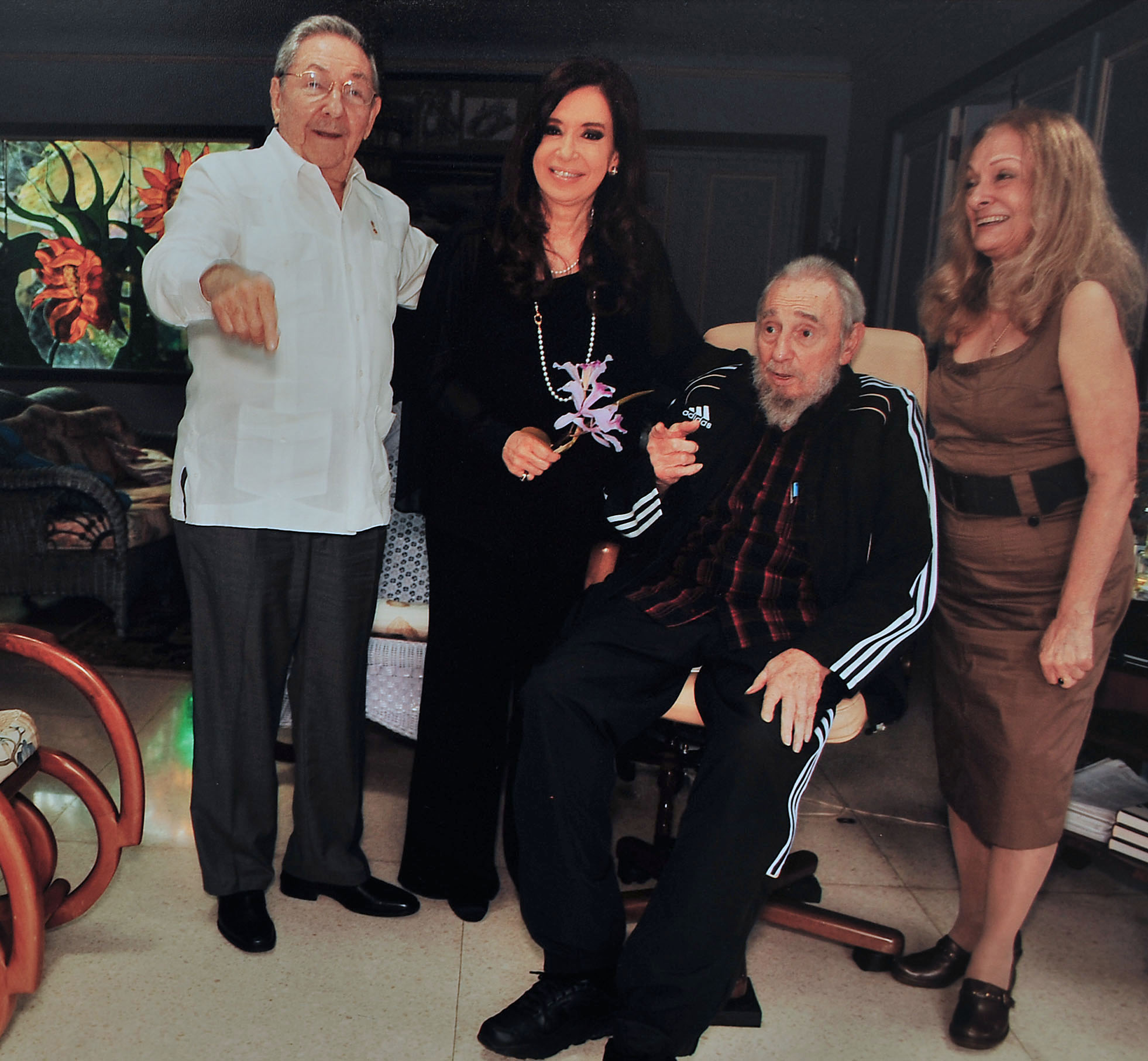
فرناندس میان فیدل کاسترو و رائول کاسترو